# 白鶴蘭
白鶴蘭（學名：Calanthe triplicata），又名白花蝦脊蘭，三褶蝦脊蘭，在澳洲也稱之為聖誕蘭（Christmas Orchid），多年生常绿地生蘭；具有假球莖，花白色密生，花期為夏季，北半球大約在五月至八月間，而南半球大約在十月至翌年二月間，生長於低海拔山區，種植時需要遮蔭。本種模式产地為印尼爪哇。中國国家重点保护野生植物二級物種。

## 分佈
分佈於毛里求斯，馬達加斯加，塞舌爾群島，中國，日本，台湾, 阿薩姆，印度，斯里蘭卡，柬埔寨，寮國，緬甸，泰國，越南，婆羅洲，爪哇，馬來西亞，菲律賓， 蘇拉威西，俾斯麥島，新幾內亞，所羅門群島，诺福克岛，斐濟，新喀里多尼亞，薩摩亞，瓦努阿圖 ，澳洲
白鶴蘭在中國分佈於福建的南靖、广东的信宜、乳源、乐昌、香港、海南的崖县、保亭、陵水、琼中、广西的龙州、靖西、天峨、都安和云南的屏边、西双版纳至中甸。

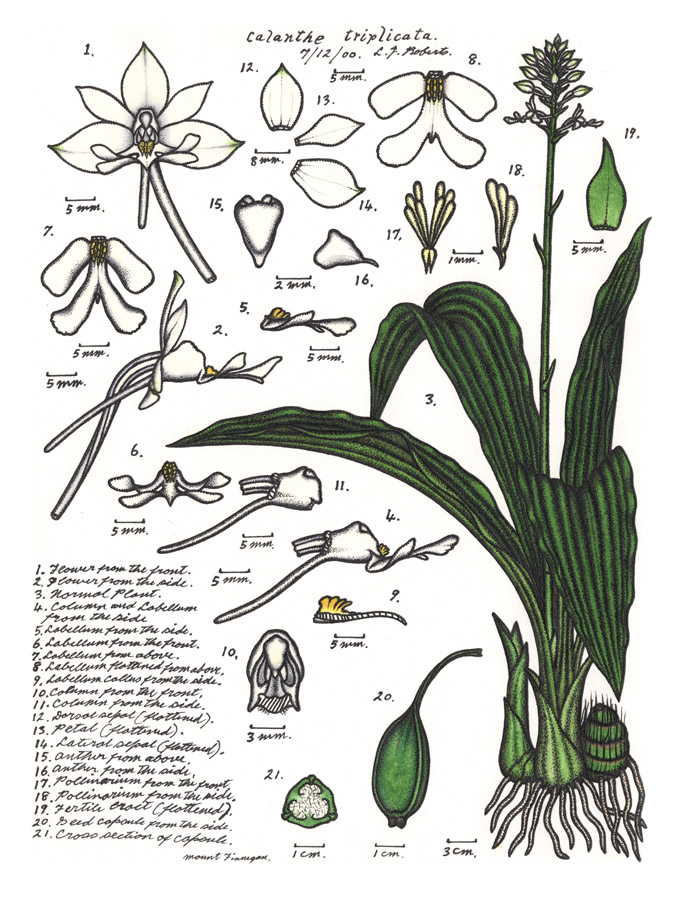
路易斯·罗伯特创作的绘图

## 外部連結
- （简体中文）中国数字植物标本馆中的相关内容：白鶴蘭
- 白鶴蘭
- Orchids online-Calanthe triplicata
- 《中国植物志》 （页面存档备份，存于）（新版）